# Тазен-Кала
Тазен-Кала (чечен. Тезa-Кхаьлла) — село в Веденском районе Чеченской Республики. Административный центр Тазен-Калинского сельского поселения.

## География
Село расположено на правом берегу реки Гумс, в 22 км к северо-востоку от районного центра Ведено (по дороге).
Ближайшие населённые пункты: на севере — село Верхние Курчали на северо-востоке — село Центорой, на востоке — село Белгатой, на юго-востоке — село Дарго, на юге — Дагестан, на юго-западе — село Харачой, на западе село Дышне-Ведено на северо-западе — село Эрсеной.

## История
Во время восстания под предводительством Алибек-Хаджи Алдамова в 1878 году селение было уничтожено царскими войсками.
В период с 1944 по 1958 года, после депортации чеченцев и упразднения Чечено-Ингушской АССР, село носило название Мокок и входило в состав Веденского района ДАССР.
В 1958 году с восстановлением Чечено-Ингушской АССР, селу было возвращено его прежнее название — Тазен-Кала.

## Население
| 2002 | 2010 |
| ---- | ---- |
| 821  | ↘685 |

Фамилии
В Тазен-Кале преимущественно проживают следующие рода: Къочийн некъе, Кедийн некъе, Товсолтан некъе, Чалин некъе, Іавдалин некъе, СугIин некъе, СултIанан некъе, Жанин некъе, ЦIордойн некъе, Аьккхийн некъе, ЧIебарлойн некъе, Имханан некъе.